# Дадашов, Руфат Олег оглы
Руфат Дадашов (азерб. Rüfət Dadaşov; 29 сентября 1991, Баку) — азербайджанский футболист, нападающий немецкого клуба «Динамо» (Берлин). Выступал за сборную Азербайджана.

## Клубная карьера
Родился в Баку, в возрасте шести лет вместе с семьей переехал в Германию. Стал заниматься футболом в академиях клубов «Веен» и «Майнц 05».
Карьеру футболиста начал в 2010 году в клубе «Гонсенхайм» (нем. SV Gonsenheim) из одноимённого района Майнца, играя в младшей возрастной группе команды. С июля 2012 года выступал за молодёжный состав (до 23 лет) клуба «Кайзерслаутерн».
В январе 2013 года получил приглашение от главного тренера «Кайзерслаутерна» Франко Фода в основной состав команды, приняв участие в учебно-тренировочных сборах в лагере «красных чертей». Дебютировал в контрольной игре с представителем Оберлиги «Мехтерсхаймом», заменив во втором тайме нападающего Юлиана Дерстроффа.
Летом 2014 года перешёл в клуб Регионаллиги «Цвайбрюккен», однако из-за финансовых проблем подписал двухлетний контракт с «Саарбрюккеном». В августе Руфат перешёл в «Германию» из Хальберштадта, стал лучшим бомбардиром команды в сезоне 2015/16, но не смог помочь ей остаться в Регионаллиге. В январе 2020 года перешёл в американский клуб «Финикс Райзинг».

## Карьера в сборной
К играм за молодёжную сборную Дадашов не привлекался.
С 3 по 5 декабря 2012 года получил приглашение и участвовал в селекционных сборах национальной сборной Азербайджана. После сборов был приглашён в сборную страны главным тренером Берти Фогтсом. Выступает в команде под номером 27.
Дебют за сборную Азербайджана состоялся 1 февраля 2012 года в Дубае в товарищеском матче с национальной сборной Узбекистана, которая завершилась вничью 0:0.
Свой первый мяч за сборную забил 29 мая 2013 года в Дохе, в товарищеском матче против сборной Катара, завершившемся вничью 1:1. При этом Руфат Дадашов сумел сравнять счёт на 89-й минуте матча.
| №  | Дата            | Оппонент          | Счёт | Голы   | Пасы | Карточки | Минуты | Соревнование             |
| -- | --------------- | ----------------- | ---- | ------ | ---- | -------- | ------ | ------------------------ |
| 1  | 1 февраля 2013  | Узбекистан        | 0:0  | —      | —    | —        | 45'    | Товарищеский матч        |
| 2  | 6 февраля 2013  | Лихтенштейн       | 1:0  | —      | —    | —        | 45'    | Товарищеский матч        |
| 3  | 29 мая 2013     | Катар             | 1:1  | 89′    | —    | —        | 90'    | Товарищеский матч        |
| 4  | 7 июня 2013     | Люксембург        | 1:1  | —      | —    | —        | 90'    | Товарищеский матч        |
| 5  | 14 августа 2013 | Мальта            | 3:0  | 5′ 71′ | —    | 72'      | 80'    | Товарищеский матч        |
| 6  | 7 сентября 2013 | Израиль           | 1:1  | —      | —    | —        | 90'    | Отбор ЧМ-2014 (группа F) |
| 7  | 11 октября 2013 | Северная Ирландия | 2:0  | 58′    | —    | —        | 90'    | Отбор ЧМ-2014 (группа F) |
| 8  | 15 октября 2013 | Россия            | 1:1  | —      | —    | —        | 83'    | Отбор ЧМ-2014 (группа F) |
| 9  | 15 ноября 2013  | Эстония           | 1:2  | —      | —    | —        | 59'    | Товарищеский матч        |
| 10 | 19 ноября 2013  | Кыргызстан        | 0:0  | —      | —    | —        | 90'    | Товарищеский матч        |
| 11 | 5 марта 2014    | Филиппины         | 1:0  | —      | —    | 40'      | 45'    | Товарищеский матч        |
| 12 | 28 мая 2014     | США               | 0:2  | —      | —    | —        | 66'    | Товарищеский матч        |
| 13 | 20 августа 2014 | Узбекистан        | 0:0  | —      | —    | —        | 90'    | Товарищеский матч        |
| 14 | 3 сентября 2014 | Россия            | 0:4  | —      | —    | —        | 45'    | Товарищеский матч        |
| 15 | 9 сентября 2014 | Болгария          | 1:2  | —      | —    | —        | 90'    | Отбор ЧЕ-2016 (группа H) |
| 16 | 10 октября 2014 | Италия            | 1:2  | —      | —    | 59'      | 59'    | Отбор ЧЕ-2016 (группа H) |
| 17 | 11 октября 2018 | Фарерские острова | 3:0  | —      | 1    | —        | 90'    | Лига наций 2018/2019 (D) |
| 18 | 14 октября 2018 | Мальта            | 1:1  | —      | —    | —        | 90'    | Лига наций 2018/2019 (D) |
| 19 | 17 ноября 2018  | Фарерские острова | 2:0  | —      | —    | 10'      | 78'    | Лига наций 2018/2019 (D) |
| 20 | 20 ноября 2018  | Косово            | 0:4  | —      | —    | —        | 45'    | Лига наций 2018/2019 (D) |
| 21 | 21 марта 2019   | Хорватия          | 1:2  | —      | —    | —        | 2'     | Отбор ЧЕ-2020 (группа E) |
| 22 | 25 марта 2019   | Литва             | 0:0  | —      | —    | —        | 65'    | Товарищеский матч        |
| 23 | 8 июня 2019     | Венгрия           | 1:3  | —      | —    | —        | 4'     | Отбор ЧЕ-2020 (группа E) |
| 24 | 9 октября 2019  | Бахрейн           | 3:2  | 41′    | —    | —        | 45'    | Товарищеский матч        |

Итого: сыграно матчей: 24 / забито голов: 5; победы: 7, ничьи: 9, поражения: 8.

## Личная жизнь
Руфат Дадашов исповедует православие. Младший брат Ренат (родился 17 мая 1999 года) учился в академиях клубов «Веен» и «Айнтрахт».